# Nisqually National Wildlife Refuge
Nisqually National Wildlife Refuge je rezervace provozovaná úřadem U.S. Fish and Wildlife Service v deltě řeky Nisqually vyprazdňující se do Pugetova zálivu na hranicích okresů Thurston a Pierce v americkém státě Washington. Rezervace se nachází nedaleko důležité mezistátní dálnice Interstate 5 mezi městy Tacoma a Olympia.
Rezervace byla vytvořena roku 1974 k ochraně životního prostředí a hnízdišť vodního ptactva a stěhovavých ptáků. V její ochraně je zahrnut estuár řeky, slaniska, wattová pobřeží, sladkovodní močály, otevřené lučiny a lužní lesy. 3,2 km² rozlohy rezervace se nachází na jiném místě, nedaleko, na soutoku Černé řeky s řekou Chehalis.
Hlavním účelem rezervace je ochraňovat deltu řeky Nisqually, která má status největšího člověkem relativně neovlivněného estuáru ve státě Washington. Ústí sladkovodní řeky do Pugetova zálivu se slanou vodou vytvořilo širokou škálu různých unikátních ekosystémů, z nichž každý je bohatý na živiny a přirozené zdroje pro zdejší divoký život. Delta řeky poskytuje útočiště více než 300 druhům ryb a ostatních živočichů.
V roce 1904 byl kolem Brownovy farmy postaven osm kilometrů dlouhý příkop, který ji měl bránit před příbojem, což vyústilo ve ztrátu důležitého životního prostředí pro mladé ryby, ptáky a mořské savce, jakými jsou například tuleni. Částí dlouhodobého projektu na ochranu estuáru byla výstavba nového tříkilometrového příkopu za starým příkopem, z nějž byla polovina odstraněna. Díky tomu se wattová pobřeží estuáru rozšířila o 3 km².
V rezervaci žije 24 druhů mořských ryb, které obývají buď estuár nebo řeku samotnou. Mezi ryby, které se zde hojně vyskytují, patří losos čavyča, platýs hvězdnatý nebo Cymatogaster aggregata. Z vodních savců to pak jsou sviňuchovití a velryby.
V blízkosti dvou příkopů se nachází slaniska a wattová pobřeží bohatá na živiny a umožňující život mlžům, krabům, krevetám a červům, kteří jsou zase potravou pro kachny, racky nebo volavky. V lužních lesích se zase nachází mnohé druhy obojživelníků, plazů a savců.
Přes dvacet tisíc ptáků patřících do 275 různých ptačích druhů, využívá zdejší sladkovodní močály a lučiny k plození potomků, odpočinku a zimování. Mezi ty nejčastější zde patří dravci, pěvci a pobřežní ptactva. Díky výskytu myší a hrabošů na zdejších lučinách žijí i větší savci jako kojoti a jestřábi.